# وایخیر، شرور
وایخیر (به لاتین: Vayxır) یک روستا و بخش در جمهوری آذربایجان است که در شهرستان شرور واقع شده‌است.

## خصوصیات
وایخیر ۹۱۴ نفر جمعیت دارد.